# Buenos vecinos
Buenos vecinos es una telenovela argentina emitida por Telefe desde el 13 de diciembre de 1999 hasta el 16 de marzo de 2001. Es protagonizada por Moria Casán, Hugo Arana, Claribel Medina, Facundo Arana y Malena Solda.
El tema de apertura de la telenovela era «La vida es un carnaval» de Celia Cruz. Fue la primera ficción producida por Ideas del Sur y fue un total éxito llegando a tener picos de 38 puntos de índice de audiencia. Obtuvo varias candidaturas en los Premios Martín Fierro, pero solo ganó como Mejor telecomedia de 2001.

## Sinopsis

### Primera temporada
La historia transcurre en el barrio porteño de Parque Patricios. Julián Pinillos (Hugo Arana) disfrutaba de una vida común y corriente, trabajando en su kiosco, casado y con una hija a punto de casarse. Sin embargo la mudanza de Chini Suárez (Moria Casán) al barrio cambió de plano las cosas. Luego de separarse de su marido, la exesposa de Ricardo Suárez (Héctor Calori), el corrupto presidente del Club Atlético Huracán, se instaló en una vieja casona al lado del kiosco con Jessica (Carolina Worcel) y Jonathan (Iván Belgrano), sus hijos. Desde el primer momento comenzaron los problemas entre Chini y Julián, manteniendo varias peleas. En el barrio comenzó a correr el chisme de que entre esos dos había algo más que odio. Por su parte, llegó también a Parque Patricios un joven de nombre Diego Pinillos (Facundo Arana), un personaje misterioso relacionado con Ángel Pinillos (Juan Carlos Galván), el padre de Julián. A la vez, un romance a primera vista nació entre Diego y Jimena Pinillos (Malena Solda), la hija de Julián, y los planes de casamiento de la chica empezaron a empañarse.

### Segunda temporada
Tras la partida de Chini, que vivía al lado del quiosco de Julián, la casa fue ocupada por Carolina (Claribel Medina). Ella vive con su hermano Fernando (Gerardo Chendo) y suele visitarlos su madre (Henny Trailes) que, por si acaso, ya se ganó el odio de medio vecindario.
Carolina es una señora que se gana la vida haciendo de todo un poco: desde dar cursos de maquillaje hasta entrenar promotoras para vender artículos varios. Pero detrás de su simpatía y espontaneidad, esta mujer esconde una gran tristeza. Es que está enamorada de Gerardo (Jean Pierre Noher) quien, a su vez, está casado con una mujer enferma de celos (Marina Skell) y no es capaz de decidirse ni por una ni por otra.
Gerardo es un hombre exitoso, que hizo dinero importando chancletas. Aunque no vive en el mismo barrio, las constantes visitas a su enamorada lo hicieron reencontrarse con un viejo conocido: Beto Marchese (Gabriel Goity). Y lo ayudará a que vuelva al negocio de las chancletas que, Beto había dejado después de fundirse.
Mientras tanto, Jimena está destruida. Sigue penando por la partida de Diego, que se subió a un barco sin destino fijo después de enterarse, mediante un análisis de ADN, que eran tío y sobrina. Pero hete aquí que a la vuelta de la esquina, Jimena se encuentra con Fernando que comienza jugándola de amigo con la excusa de ayudar a encontrar a Diego.

## Duración
Al principio, la ficción se emitía a las 21.30 con una duración de 30 min., dejándole el espacio a Videomatch, otro producto de la misma empresa. En abril de 2000 pasó a las 22, después de Videomatch.

## Elenco
- Moria Casán como Patricia "Chini" Baccinelli.
- Hugo Arana como Julián Pinillos.
- Facundo Arana como Diego.
- Malena Solda como Jimena Pinillos.
- Mónica Galán como Mónica.
- Alejandro Awada como Cátulo Pinillos.
- María José Gabin como Malena Pinillos.
- Mabel Pessen como Cata.
- Nelly Fontán como Dora.
- María Elena Sagrera como Irma.
- Santiago Ríos como Manuel González.
- Adriana Salonia como Ana.
- Beatriz Spelzini como Isabel.
- Horacio Roca como Adolfo Pastor-Merlo.
- Coco Sily como Manojo.
- Marcelo Mazzarello como Luis Pietragulia.
- Diana Maggi como Elba.
- Héctor Calori como Ricardo Suárez.
- Julieta Ortega como Poli.
- Gastón Ricaud como Luciano Marchese.
- Gabriela Sari como Luli.
- Carolina Worcel como Jessica Suárez.
- Iván Belgrano como Jonathan Suárez.
- Maximiliano Ghione como Ramiro Pastor-Merlo.
- Juan Carlos Galván como Ángel Pinillos.
- Verónica Llinás como Stella.
- Gabriel Goity como Roberto Rubén "Beto" Marchese.
- Daniel Kuzniecka como Fernando.
- Miguel Habud como Santiago.
- Claudia Fontán como Maite.
- Fabio Aste como Alcides Mamboreté.
- Mario Alarcón como Finestra.
- Cacho Espíndola como Evaristo.
- Pepe Mariani como Cholo Mariani.
- María Fernanda Callejón como Marcela.
- Carlos March como Marcos.
- Mónica Guido como Pamela.
- María Carámbula como Nancy.
- Luis Longhi como Titite.
- Claudia Schijman como Titina.
- Kiko Céspedes como Thompson.
- Paula Canals como Mariela.
- Adrián Yospe como Salvador.
- Alicia Aller como Violeta.
- Anabel Cherubito como María Concepción Alegre.
- Mónica Scapparone como Marta Berardi.
- Claribel Medina como Carolina Gómez.
- Jean Pierre Noher como Gerardo.
- Gerardo Chendo como Fernando Gómez.
- Marina Skell como Marcela.
- Henny Trayles como Yiya.
- Gustavo Monje como Fabián.
- Diego Jaraz como Sebastián.
- Andrea Campbell como Renata.
- Verónica Pelaccini como Silvia.
- Romina Gaetani como Lorena.
- Diego Ramos como Dr. Nicolás Cendrero.
- Gianella Neyra como Delicia.
- Chang Sum Kim como Salomón.

## Ficha técnica
- Una producción de: Telefe – Ideas del Sur
- Autores: Mario Shajris – Jorge Chernov – Adriana Lorenzon
- Sonido: Rubén Perretta
- Iluminación: Andrés Adorno – Polo SIlveira
- Escenografía: Silvana Giustozzi
- Vestuario: Susana Pérez Amigo
- Sonido: Rubén Perretta
- Equipo de Producción: Gabriel Krivitzky – Ramiro Santos – Lucas Cordone – Pablo Pirillo
- Musicalización: Jean Pierre Noher
- Edición: Raúl Martínez – Adrián Mauseri
- Post-Producción: Maxi Gutiérrez
- Asistentes de Dirección: Pablo Vázquez – Omar Aiello
- Casting: Claudia Zaeffer
- Producción: Claudio Meillan – Gabriel Fierro
- Dirección de Exteriores: Eduardo Ripari
- Dirección: Jorge Montero

## Premios y nominaciones
| Año  | Premio                | Categoría                           | Persona                                          | Resultado |
| ---- | --------------------- | ----------------------------------- | ------------------------------------------------ | --------- |
| 1999 | Premios Martín Fierro | Mejor telecomedia                   |                                                  | Nominado  |
| 1999 | Premios Martín Fierro | Mejor actor de comedia protagónico  | Hugo Arana                                       | Nominada  |
| 1999 | Premios Martín Fierro | Mejor actriz de comedia protagónico | Moria Casán                                      | Nominada  |
| 1999 | Premios Martín Fierro | Mejor actor de reparto en comedia   | Gabriel Goity                                    | Nominado  |
| 1999 | Premios Martín Fierro | Mejor actriz de reparto en comedia  | Verónica Llinás                                  | Nominada  |
| 1999 | Premios Martín Fierro | Mejor banda de sonido               | La vida es un carnaval - Celia Cruz              | Nominada  |
| 1999 | Premios Martín Fierro | Mejor autor y/o libretista          | Mario Schajris, Adriana Lorenzón y Jorge Shernov | Nominados |
| 2000 | Premios Martín Fierro | Mejor telecomedia                   |                                                  | Ganador   |
| 2000 | Premios Martín Fierro | Mejor actor de comedia protagónico  | Hugo Arana                                       | Ganador   |
| 2000 | Premios Martín Fierro | Mejor actriz de comedia protagónico | Moria Casán                                      | Nominada  |
| 2000 | Premios Martín Fierro | Mejor actor de reparto en comedia   | Gabriel Goity                                    | Nominado  |
| 2001 | Premios Martín Fierro | Mejor actriz protagónica de comedia | Claribel Medina                                  | Nominada  |